# Flugplatz Tongo

i7
i11
i13
Der Flugplatz Tongo (englisch Tongo Airport, ICAO-Code: GFTO) war ein Flugplatz unweit der sierra-leonischen Ortschaft Tongo in der Eastern Province, nördlich der Provinzhauptstadt Kenema. 
Der Flugplatz wurde zu keiner Zeit für den Linienverkehr genutzt und diente lediglich der Versorgung der dortigen Diamanten-Bergwerke. Der Flugplatz, der nicht mehr nutzbar ist (Stand November 2019), lag auf 229 m Höhe.